# Dendrolagus
Il genere Dendrolagus Müller, 1840 comprende diciassette specie di Macropodidi, noti come canguri arboricoli, adattattisi a vivere sugli alberi. Questi sono diffusi nelle foreste pluviali della Nuova Guinea, dell'estremità nord-orientale del Queensland e di alcune isole vicine, solitamente in aree montuose. Sebbene la maggior parte di essi viva in regioni montuose, alcune specie vivono anche in pianura, come il Dendrolagus spadix.

## Evoluzione
È ormai appurato che i canguri arboricoli si siano evoluti da creature simili ai moderni canguri e wallaby, dato che conservano ancora molte caratteristiche tipiche dei Macropodidi che vivono nelle pianure - specialmente i massicci arti posteriori e i piedi lunghi e stretti che permettono ai Macropodidi ortodossi di spostarsi velocemente sul suolo con un maggior risparmio energetico. I canguri arboricoli hanno sviluppato code eccezionalmente lunghe per bilanciarsi meglio mentre saltano da un ramo all'altro e arti anteriori più robusti per arrampicarsi. I piedi, più corti e più larghi, sono tutti muniti di lunghi artigli e di piante dotate di cuscinetti gommosi che permettono una presa migliore.
Si pensa che gli antenati di tutti i canguri siano stati piccoli marsupiali arboricoli dall'aspetto simile a quello degli attuali possum dell'Australia. I primi Macropodidi si separarono da essi quando scesero al suolo ed evolsero corpi adatti a muoversi rapidamente su terra e rocce. Il motivo che spinse gli antenati dei canguri arboricoli a tornare sugli alberi è ignoto.

## Anatomia

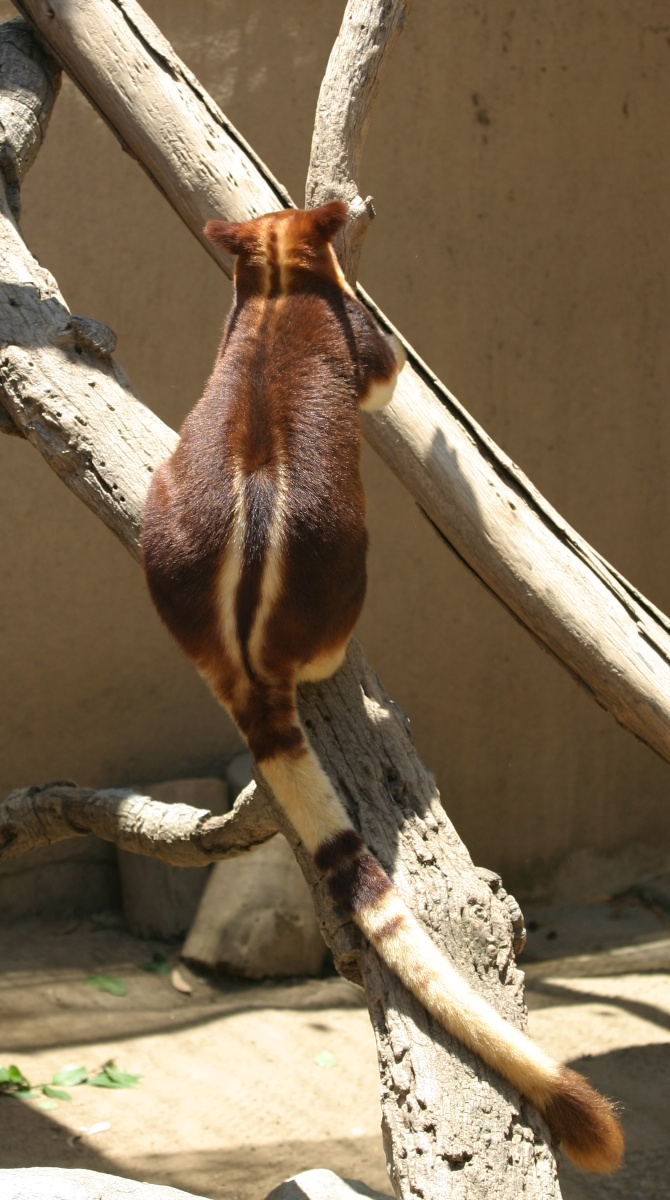
Il dorso e la coda di un canguro arboricolo di Buergers (Dendrolagus goodfellowi buergersi).

Al suolo, i canguri arboricoli sono lenti e impacciati. Si muovono con un'andatura traballante e saltellano goffamente, tenendo in avanti il corpo per bilanciare il peso della robusta coda. Sugli alberi, invece, sono vivaci e agili. Si arrampicano trattenendo con gli arti anteriori il tronco dell'albero e saltellando con le potenti zampe posteriori, permettendo alle «mani» di scivolare. Sono esperti saltatori; sono stati visti saltare dall'alto verso il basso per una distanza di 9 metri ed hanno anche la straordinaria capacità di balzare al suolo da 18 metri o più senza farsi alcun male.

## Alimentazione
I canguri arboricoli si nutrono soprattutto di foglie e frutti, raccogliendoli sia sugli alberi che al suolo, ma quando sono disponibili possono mangiare anche cereali, fiori, linfa, corteccia, uova e giovani uccelli. I loro denti sono adatti più per strappare le foglie che per recidere l'erba. Questi marsupiali possiedono grandi stomaci che fungono da tini di fermentazione in maniera simile a quelli degli erbivori ruminanti euteri; in essi sono presenti dei batteri che sminuzzano le foglie fibrose e l'erba. Nonostante la compartimentazione dello stomaco dei canguri sia molto differente da quella dei ruminanti euteri, il risultato finale è simile.

## Specie
Il genere Dendrolagus comprende le seguenti specie:
- Canguro arboricolo brizzolato, Dendrolagus inustus; Nuova Guinea settentrionale e occidentale, isola di Yapen e, forse, Salawati e Waigeo.
- Canguro arboricolo di Lumholtz, Dendrolagus lumholtzi; Queensland (Australia).
- Canguro arboricolo di Bennett, Dendrolagus bennettianus; Queensland (Australia).
- Canguro arboricolo orsino, Dendrolagus ursinus; penisola di Vogelkop (Nuova Guinea).
- Canguro arboricolo di Matschie, Dendrolagus matschiei; Penisola di Huon (Nuova Guinea).
- Canguro arboricolo di Doria, Dendrolagus dorianus; Nuova Guinea occidentale, centrale e sud-orientale.
- Canguro arboricolo di Seri, Dendrolagus stellarum; altopiani della Nuova Guinea centro-occidentale.
- Canguro arboricolo di Goodfellow, Dendrolagus goodfellowi; Nuova Guinea centrale e sud-orientale.
- Canguro arboricolo dal mantello dorato, Dendrolagus pulcherrimus; monti Foja e Torricelli (Nuova Guinea).
- Canguro arboricolo di pianura, Dendrolagus spadix; pianure sud-occidentali della Papua Nuova Guinea.
- Dingiso, Dendrolagus mbaiso; altopiani della Nuova Guinea centro-occidentale.
- Tenkile, Dendrolagus scottae; Provincia di Sandaun (Nuova Guinea).
- Canguro arboricolo di Wondiwoi, Dendrolagus mayri; creduto estinto dal 1928, anno del suo ultimo avvistamento, nel settembre 2018 ne è stato invece fotografato un esemplare nella Papua Occidentale.[2]

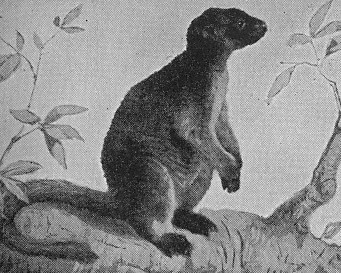
Canguro arboricolo di Lumholtz.

La tassonomia, soprattutto quella delle superspecie Dendrolagus dorianus e Dendrolagus goodfellowi, è piuttosto complessa. Il taxon Dendrolagus stellarum è stato descritto inizialmente come una sottospecie del Dendrolagus dorianus, ma recentemente alcuni studiosi lo hanno trattato come specie a parte sulla base di alcune differenze dell'aspetto fisico.
Il caso del Dendrolagus pulcherrimus è paragonabile a quello del Dendrolagus stellarum. Inizialmente venne descritto come sottospecie di Dendrolagus goodfellowi, ma di recente gli studiosi lo hanno elevato al rango di specie vera e propria sulla base delle sue caratteristiche fisiche. Una popolazione di tenkile scoperta solo di recente sui Monti Bewani potrebbe appartenere ad una sottospecie ancora da descrivere.